# Дубровенский район
Дубро́венский райо́н (бел. Дубровенскі раён) — административная единица на юго-востоке Витебской области Республики Беларусь. Административный центр района — город Дубровно.
Численность населения — 12 986 человек (на 1 января 2025 года).

## Административное устройство
В районе 7 сельсоветов:
- Волевковский
- Добрынский
- Зарубский
- Малобаховский
- Малосавинский
- Осинторфский[6]
- Пироговский

Упразднённые сельсоветы: 
- Баевский[6]
- Застенковский[7]
- Кленовский
- Редьковский[6]

29 апреля 2004 года упразднены Редьковский, Баевский сельсоветы, образован Осинторфский сельсовет.
27 сентября 2017 года Осинторфский и Застенковский сельсоветы объединены в одну административно-территориальную единицу – Осинторфский сельсовет с включением в состав Осинторфского сельсовета земельных участков Застенковского сельсовета.

## География
Территория — 1300 км²; 19 % этой территории занимают леса, 62 % — сельскохозяйственные угодья. В районе насчитывается 148 населённых пунктов, после города Дубровно крупнейший из них — посёлок Осинторф. Основные реки — Днепр и Верхита. На осушенном Осиновском болоте с 1918 ведутся торфоразработки.
Район граничит с Оршанским районом на западе, Лиозненским районом на севере (несколько километров), Горецким районом Могилёвской области на юге и Россией на востоке.
Расположен заказник местного значения "Осинторфский".

## История
Район образован 17 июля 1924 года. До июля 1930 года входил в состав Оршанского округа. С 15 января 1938 года относился к Витебской области. В 1938 году в районе было 17 сельсоветов, 1 город (Дубровно) и 1 местечко (Ляды), в 1947 году — 15 сельсоветов.

### Во время Великой Отечественной войны
Во время Великой Отечественной войны для тотального уничтожения евреев на территории района немцами было организовано 4 гетто, большинство узников которых были убиты.

### Послевоенный период
9 сентября 1946 года Веретейский и Озерецкий сельсоветы были переданы в состав Ореховского района. 17 декабря 1956 года при упразднении Ореховского района Озерецкий и Холмовский сельсоветы были переданы Дубровенскому району. 8 апреля 1957 года Холмовский сельсовет был передан Оршанскому району. 25 декабря 1962 года район был упразднён, а его территории переданы Оршанскому району. 6 января 1965 года район был восстановлен.

### В составе Республики Беларусь
20 октября 1995 года административные единицы Дубровенский район и город Дубровно, имеющие общий административный центр, объединены в одну административную единицу — Дубровенский район.

## Демография
Численность населения — 12 986 человек (на 1 января 2025 года), в том числе городское — 6 945 человек (Дубровно — 6 945 человек), сельское — 6 041 человек.
Население района составляет 13 386 человек, в том числе в городских условиях живут 6 909 человек (на 1 января 2023 года).
| Численность населения | Численность населения | Численность населения | Численность населения | Численность населения | Численность населения | Численность населения | Численность населения | Численность населения |
| 1970                  | 1979                  | 1989                  | 1996                  | 2001                  | 2002                  | 2003                  | 2004                  | 2005                  |
| --------------------- | --------------------- | --------------------- | --------------------- | --------------------- | --------------------- | --------------------- | --------------------- | --------------------- |
| 32 804                | ▼28 323               | ▼25 235               | ▼23 718               | ▼21 501               | ▼21 014               | ▼20 477               | ▼19 883               | ▼19 318               |
| 2006                  | 2007                  | 2008                  | 2009                  | 2010                  | 2011                  | 2012                  | 2013                  | 2014                  |
| ▼18 814               | ▼18 320               | ▼17 837               | ▼17 304               | ▼16 967               | ▼16 589               | ▼16 194               | ▼16 049               | ▼15 772               |
| 2015                  | 2016                  | 2017                  | 2018                  | 2019                  | 2020                  | 2021                  |                       | 2023                  |
| ▼15 456               | ▼15 198               | ▼14 981               | ▼14 872               | ▼14 664               | ▼14 415               | ▼14 063               |                       | ▼13 386               |
| 2024                  | 2025                  |                       |                       |                       |                       |                       |                       |                       |
|                       | ▼12 986               |                       |                       |                       |                       |                       |                       |                       |

| Национальный состав по переписи 2019 года                           | Национальный состав по переписи 2019 года | Национальный состав по переписи 2019 года | Национальный состав по переписи 2019 года | Национальный состав по переписи 2019 года | Национальный состав по переписи 2019 года | Национальный состав по переписи 2019 года | Национальный состав по переписи 2019 года | Национальный состав по переписи 2019 года | Национальный состав по переписи 2019 года | Национальный состав по переписи 2019 года | Национальный состав по переписи 2019 года | Национальный состав по переписи 2019 года |
| Всего (2019)                                                        | белорусы                                  | белорусы                                  | русские                                   | русские                                   | украинцы                                  | украинцы                                  | поляки                                    | поляки                                    | армяне                                    | армяне                                    | азербайджанцы                             | азербайджанцы                             |
| ------------------------------------------------------------------- | ----------------------------------------- | ----------------------------------------- | ----------------------------------------- | ----------------------------------------- | ----------------------------------------- | ----------------------------------------- | ----------------------------------------- | ----------------------------------------- | ----------------------------------------- | ----------------------------------------- | ----------------------------------------- | ----------------------------------------- |
| 14 459                                                              | 13 379                                    | 92,53%                                    | 816                                       | 5,64%                                     | 105                                       | 0,73%                                     | 20                                        | 0,14%                                     | 17                                        | 0,12%                                     | 5                                         | 0,03%                                     |
|                                                                     |                                           |                                           |                                           |                                           |                                           |                                           |                                           |                                           |                                           |                                           |                                           |                                           |
| Национальный состав по переписи 2009 года                           |                                           |                                           |                                           |                                           |                                           |                                           |                                           |                                           |                                           |                                           |                                           |                                           |
|                                                                     | белорусы                                  | белорусы                                  | русские                                   | русские                                   | украинцы                                  | украинцы                                  | поляки                                    | поляки                                    | армяне                                    | армяне                                    | азербайджанцы                             | азербайджанцы                             |
| Всего                                                               | 15 908                                    | 93,72%                                    | 838                                       | 4,94%                                     | 125                                       | 0,74%                                     | 18                                        | 0,11%                                     | 16                                        | 0,09%                                     | 15                                        | 0,09%                                     |
| г. Дубровно                                                         | 7477                                      | 92,99%                                    | 445                                       | 5,53%                                     | 72                                        | 0,9%                                      | 12                                        | 0,15%                                     | 9                                         | 0,11%                                     | 3                                         | 0,04%                                     |
| сельское                                                            | 8431                                      | 94,38%                                    | 393                                       | 4,4%                                      | 53                                        | 0,59%                                     | 6                                         | 0,07%                                     | 7                                         | 0,08%                                     | 12                                        | 0,13%                                     |
|                                                                     |                                           |                                           |                                           |                                           |                                           |                                           |                                           |                                           |                                           |                                           |                                           |                                           |
| Национальный состав по переписи 1959 года (всего — 33 562 человека) |                                           |                                           |                                           |                                           |                                           |                                           |                                           |                                           |                                           |                                           |                                           |                                           |
|                                                                     | белорусы                                  | белорусы                                  | русские                                   | русские                                   | украинцы                                  | украинцы                                  | евреи                                     | евреи                                     | татары                                    | татары                                    | поляки                                    | поляки                                    |
| Всего                                                               | 32 259                                    | 96,12%                                    | 1076                                      | 3,21%                                     | 100                                       | 0,29%                                     | 74                                        | 0,22%                                     | 10                                        | 0,03%                                     | 9                                         | 0,03%                                     |

В 2018 году 17,2% населения района было в возрасте моложе трудоспособного, 50,9% — в трудоспособном, 31,9% — старше трудоспособного. По доле населения в возрасте моложе трудоспособного район находится на третьем месте в Витебской области после Шумилинского и Толочинского. В 2017 году коэффициент рождаемости составил 9,9 на 1000 человек, коэффициент смертности — 20,6 (средние коэффициенты рождаемости и смертности по Витебской области — 9,6 и 14,4, по Республике Беларусь — 10,8 и 12,6). В 2017 году в районе родилось 142 и умерло 294 человека. Сальдо внутренней миграции отрицательное (в 2017 году — -30 человек).
В 2017 году в районе были заключены 91 брак (6,4 на 1000 человек) и 43 развода (3 на 1000 человек); средние показатели по Витебской области — 6,4 и 3,4 на 1000 человек, по Республике Беларусь — 7 и 3,4 на 1000 человек соответственно.

## Экономика
Развито мясо-молочное производство, производство льна, торфа.
Средняя зарплата в районе составляет 92,7% от среднего уровня по Витебской области (2017 год). В 2017 году в районе было зарегистрировано 83 микроорганизации и 3 малых организации. В 2017 году 13% организаций района были убыточными (в 2016 году — 13,6%). В 2015—2017 годах в реальный сектор экономики района поступило 17,5 млн долларов иностранных инвестиций, в том числе 1,2 млн долларов прямых инвестиций. В 2017 году предприятия района экспортировали товаров на сумму 6,1 млн долларов, импортировали на 4,2 млн долларов (сальдо — 1,9 млн долларов).
Выручка предприятий и организаций района от реализации продукции, товаров, работ, услуг за 2017 год составила 99,4 млн рублей (около 50 млн долларов), в том числе 57 млн рублей пришлось на сельское, лесное и рыбное хозяйство, 14,6 млн на промышленность, 4,2 млн на строительство, 21,4 млн на торговлю и ремонт.

### Промышленность
Крупнейшее промышленное предприятие района — ОАО «Дубровенский льнозавод». Действуют также цех по подготовке торфа Белорусской ГРЭС (Осинторф), производственный цех ОАО «Оршанский молочный комбинат».

### Сельское хозяйство
Под зерновые культуры в 2017 году было засеяно 21,4 тыс. га пахотных площадей, под кормовые культуры — 18,3 тыс. га, под лён — 2,7 тыс. га. Валовой сбор зерновых и зернобобовых в 2017 году составил 87,6 тыс. т (средняя урожайность — 41,1 ц/га), сбор льноволокна составил 3806 т. По валовому сбору зерновых и их урожайности район занимает второе место в Витебской области, по сбору льноволокна — первое место во всей Республике Беларусь. Средний бонитет пашни — 33 балла.
На 1 января 2018 года в сельскохозяйственных организациях района (без учёта фермерских и личных хозяйств населения) содержалось 30,3 тыс. голов крупного рогатого скота (в том числе 8,8 тыс. коров), 11,1 тыс. свиней. За 2017 год было произведено 4686 т мяса (в убойном весе) и 39 587 т молока.
В сельском хозяйстве занято 1,7 тыс. человек. В районе действуют 13 сельскохозяйственных организаций — 7 в форме ОАО, 3 в форме КУСП, 3 в форме филиалов ОАО «Оршанский комбинат хлебопродуктов».

## Транспорт
Через район проходит автомагистраль М1E 30 (Брест—Москва) и соответствующая железная дорога.

## Здравоохранение
В 2017 году в учреждениях Министерства здравоохранения Республики Беларусь насчитывалось 30 практикующих врачей (21,1 в пересчёте на 10 тысяч человек; средний показатель по Витебской области — 37, по Республике Беларусь — 40,5) и 179 средних медицинских работников. В лечебных учреждениях района насчитывалось 108 больничных коек (76,1 в пересчёте на 10 тысяч человек; средний показатель по Витебской области — 80,5, по Республике Беларусь — 80,2).

## Образование
В 2017 году в районе действовало 11 учреждений дошкольного образования (включая комплексы «детский сад — школа») с 296 детьми (в 2016 году — 532). В 2017/2018 учебном году действовало 10 учреждений общего среднего образования, в которых обучался 1551 ученик. Учебный процесс в школах обеспечивали 230 учителей.

## Культура
- Государственное учреждение культуры «Дубровенский районный историко-краеведческий музей» в городе Дубровно
  - Филиал музея в агрогородке Осинторф

## События и мероприятия
- Международный фестиваль песни и музыки «Днепровские голоса в Дубровно»

## Религия
В районе зарегистрировано 9 православных общин, а также по одной общине католиков и христиан веры евангельской (пятидесятников).

## Достопримечательность
- Мемориальный знак в честь Отечественной войны 1812 года в аг. Ляды с надписью: «В 1812 году войска императора Наполеона перешли здесь границу старой России 2 августа, наступая победоносно на Москву; 6 ноября отступая после тяжелого поражения»[47].
- Мемориальный комплекс «Рыленки» около д. Рыленки
- Монумент Осинторфским подпольщикам, вблизи аг. Буда, в месте, где открывается вид на Осинторф (1966). Скульптор — Г. Муромцев, архитекторы В. Занкович и Л. Левин. Расположен около автомагистрали Москва – Брест (М-1/E-30), 590-й км.